# Eilat Airport
Den här artikeln har delvis skapats av Lsjbot, ett program (en robot) för automatisk redigering (2016-09). Artikeln kan eventuellt innehålla språkliga fel eller ett märkligt bildurval. Mallen kan avlägsnas efter en kontroll av innehållet.
Eilat Airport är en flygplats i Israel som invigdes 1949. Den ligger i den södra delen av landet. Eilat Airport ligger 12 meter över havet.
Terrängen runt Eilat Airport är kuperad åt sydväst, men åt nordost är den platt. En vik av havet är nära Eilat Airport söderut. Runt Eilat Airport är det ganska glesbefolkat, med 21 invånare per kvadratkilometer. Närmaste större samhälle är Eilat, 1,2 km väster om Eilat Airport. Trakten runt Eilat Airport är ofruktbar med lite eller ingen växtlighet.
Flygplatsen stängdes för gott den 18 mars 2019 och ersattes av den nya flygplatsen Ramon Airport.